# Wes Foderingham
Wesley Andrew Foderingham, detto Wes (Londra, 14 gennaio 1991), è un calciatore inglese, portiere del West Ham Utd.

## Caratteristiche tecniche
Interpreta il proprio ruolo in maniera moderna; non limita il proprio raggio d'azione all'area di rigore, ma agisce da libero aggiunto, costruendo il gioco dalle retrovie.
Pur non essendo perfetto stilisticamente, è un portiere agile e reattivo tra i pali, dotato di discreti riflessi. Pecca nelle uscite alte, caratteristica che ha comunque migliorato nel tempo.

## Carriera

### Club

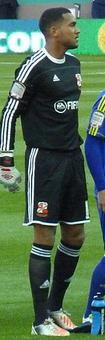
Wes con la maglia dello Swindon Town.

Svincolatosi dal Fulham, il 19 agosto 2010 viene tesserato dal Crystal Palace, che lo gira immediatamente in prestito al Bromley, in Conference South. Dopo alcune esperienze nelle serie inferiori, il 14 ottobre 2011 passa in prestito allo Swindon Town per sopperire all'infortunio occorso a Phil Smith.
Alla luce delle ottime prestazioni disputate - subisce sei reti in 15 incontri, mantenendo la propria porta inviolata nove volte - il 6 gennaio 2012 lo Swindon Town ne annuncia il tesseramento a titolo definitivo. Il calciatore firma un contratto valido fino al 30 giugno 2014. Il 21 aprile la squadra si assicura la promozione in League One.
(Paolo Di Canio, in merito alla reazione di Wes.)
Il 2 settembre 2012 il tecnico Paolo Di Canio lo richiama dalla panchina dopo 21' di gioco, con la squadra sotto di due reti contro il Preston. Il calciatore reagisce male alla sostituzione, tirando un calcio ad una bottiglia d'acqua allontanadosi dal terreno di gioco e non ricambiando la stretta di mano con il tecnico, venendo di fatto messo fuori rosa. Verrà poi reintegrato in rosa dopo essersi scusato con la società.
Il 3 luglio 2015 passa ai Rangers, firmando un triennale con opzione di rinnovo per altri 12 mesi. Il 5 aprile 2016 la squadra viene promossa in Premiership con quattro turni di anticipo.
Il 17 aprile disputa il suo primo Old Firm, in un incontro valido per la semifinale della Coppa di Scozia. L'incontro si conclude ai calci di rigore e una sua parata sulla conclusione di Scott Brown consente ai Rangers di accedere in finale.
Il 17 luglio 2020 firma un triennale con lo Sheffield United.

### Nazionale
Ha giocato nelle nazionali giovanili inglesi Under-16, Under-17 ed Under-19.

## Statistiche

### Presenze e reti nei club
Statistiche aggiornate al 19 maggio 2024.
| Stagione             | Squadra              | Campionato           | Campionato | Campionato | Coppe nazionali | Coppe nazionali | Coppe nazionali | Coppe continentali | Coppe continentali | Coppe continentali | Altre coppe | Altre coppe | Altre coppe | Totale | Totale |
| Stagione             | Squadra              | Comp                 | Pres       | Reti       | Comp            | Pres            | Reti            | Comp               | Pres               | Reti               | Comp        | Pres        | Reti        | Pres   | Reti   |
| -------------------- | -------------------- | -------------------- | ---------- | ---------- | --------------- | --------------- | --------------- | ------------------ | ------------------ | ------------------ | ----------- | ----------- | ----------- | ------ | ------ |
| gen.-giu. 2010       | Bromley              | CS                   | 7          | -?         | FACup+CdL       | -               | -               | -                  | -                  | -                  | FLT         | -           | -           | 7      | -?     |
| 2010-gen. 2011       | Bromley              | CS                   | 13         | -12        | FACup+CdL       | 0               | 0               | -                  | -                  | -                  | FLT         | 0           | 0           | 13     | -12    |
| Totale Bromley       | Totale Bromley       | Totale Bromley       | 20         | -12        |                 | 0               | 0               |                    | -                  | -                  |             | 0           | 0           | 20     | -12    |
| gen.-mar. 2011       | Boreham Wood         | CS                   | 5          | -6         | FACup+CdL       | -               | -               | -                  | -                  | -                  | FLT         | -           | -           | 5      | -6     |
| mar.-giu. 2011       | Histon               | FC                   | 9          | -21        | FACup+CdL       | -               | -               | -                  | -                  | -                  | FLT         | -           | -           | 9      | -21    |
| 2011-2012            | Swindon Town         | FL2                  | 33         | -14        | FACup+CdL       | 4+0             | -4              | -                  | -                  | -                  | FLT         | 4           | -4          | 41     | -22    |
| 2012-2013            | Swindon Town         | FL1                  | 46+2       | -37 + -4   | FACup+CdL       | 1+4             | -2 + -7         | -                  | -                  | -                  | FLT         | 1           | -1          | 54     | -51    |
| 2013-2014            | Swindon Town         | FL1                  | 41         | -49        | FACup+CdL       | 0+3             | -2              | -                  | -                  | -                  | FLT         | 3           | -4          | 47     | -55    |
| 2014-2015            | Swindon Town         | FL1                  | 44+3       | -52 + -10  | FACup+CdL       | 1+2             | -5 + -5         | -                  | -                  | -                  | FLT         | 0           | 0           | 50     | -72    |
| Totale Swindon Town  | Totale Swindon Town  | Totale Swindon Town  | 164+5      | -152 + -14 |                 | 15              | -25             |                    | -                  | -                  |             | 8           | -9          | 192    | -200   |
| 2015-2016            | Rangers              | SC                   | 36         | -34        | SC+CdL          | 6+3             | -7 + -3         | -                  | -                  | -                  | SCC         | 5           | -2          | 50     | -46    |
| 2016-2017            | Rangers              | SP                   | 37         | -43        | SC+CdL          | 4+2             | -4 + 0          | -                  | -                  | -                  | -           | -           | -           | 43     | -47    |
| 2017-2018            | Rangers              | SP                   | 33         | -38        | SC+CdL          | 2+0             | -5              | UEL                | 2                  | -2                 | -           | -           | -           | 37     | -45    |
| 2018-2019            | Rangers              | SP                   | 4          | -2         | SC+CdL          | 1+2             | -1 + -1         | UEL                | 1                  | -1                 | -           | -           | -           | 8      | -5     |
| 2019-2020            | Rangers              | SP                   | 2          | -1         | SC+CdL          | 1+1             | 0               | UEL                | 1                  | 0                  | -           | -           | -           | 5      | -1     |
| Totale Rangers       | Totale Rangers       | Totale Rangers       | 112        | -118       |                 | 22              | -21             |                    | 4                  | -3                 |             | 5           | -2          | 143    | -144   |
| 2020-2021            | Sheffield Utd        | PL                   | 0          | 0          | FACup+CdL       | 0+1             | -1              | -                  | -                  | -                  | -           | -           | -           | 1      | -1     |
| 2021-2022            | Sheffield Utd        | FLC                  | 32+2       | -23 + -3   | FACup+CdL       | 1+1             | -3 + -2         | -                  | -                  | -                  | -           | -           | -           | 36     | -31    |
| 2022-2023            | Sheffield Utd        | FLC                  | 40         | -32        | FACup+CdL       | 3+1             | -5 + -1         | -                  | -                  | -                  | -           | -           | -           | 44     | -38    |
| 2023-2024            | Sheffield Utd        | PL                   | 30         | -79        | FACup+CdL       | 1+0             | 0               | -                  | -                  | -                  | -           | -           | -           | 31     | -79    |
| Totale Sheffield Utd | Totale Sheffield Utd | Totale Sheffield Utd | 102+2      | -134 + -3  |                 | 8               | -12             |                    | -                  | -                  |             | -           | -           | 112    | -149   |
| Totale carriera      | Totale carriera      | Totale carriera      | 419        | -460       |                 | 45              | -58             |                    | 4                  | -3                 |             | 13          | -11         | 481    | -532   |

## Palmarès

### Club

#### Competizioni nazionali
- Football League Two: 1

Swindon Town: 2011-2012
- Scottish Championship: 1

Rangers: 2015-2016
- Scottish Challenge Cup: 1

Rangers: 2015-2016

### Individuale
- PFA Football League One Team of the Year: 1[20]

2012-2013